# Bracon blandicus
Bracon blandicus är en stekelart som beskrevs av Cameron 1886. Bracon blandicus ingår i släktet Bracon och familjen bracksteklar. Inga underarter finns listade.